# Оглоблин, Николай Яковлевич
Николай Яковлевич Оглоблин (1814 — 4 сентября 1877) — протоиерей и ключарь Киево-Софийского кафедрального собора, преподаватель и духовный писатель.

## Биография
Учился в Киевской духовной академии. Преподавал в Киевской духовной семинарии и Киевском институте благородных девиц. Был членом совета Свято-Владимирского братства.
Отдельно изданные труды: «Пособие к повторению уроков о церковном богослужении» (Киев, 1862) и «Дополнительный Требник» (Киев, 1866, под редакцией Н. Я. О. и прот. И. А. Гошкевича). В местных изданиях напечатал до 50 статей по церковной истории, археологии, библиографии и другие.
Отец историка Н. Н. Оглоблина и химика В. Н. Оглоблина.